# Park Cheon-Deok
Park Cheon-Deok (14 de abril de 1979) es un deportista surcoreano que compitió en taekwondo. Ganó dos medallas de oro en el Campeonato Asiático de Taekwondo en los años 2000 y 2002.

## Palmarés internacional
| Campeonato Asiático | Campeonato Asiático | Campeonato Asiático | Campeonato Asiático |
| Año                 | Lugar               | Medalla             | Categoría           |
| ------------------- | ------------------- | ------------------- | ------------------- |
| 2000                | Hong Kong (China)   | Medalla de oro      | –84 kg              |
| 2002                | Amán (Jordania)     | Medalla de oro      | –84 kg              |